# Marianne Tarva
Marianne Tarva est une karatéka finlandaise surtout connue pour avoir remporté une médaille de bronze en kumite individuel féminin moins de 60 kilos aux championnats du monde de karaté 1998 à Rio de Janeiro, au Brésil.

## Résultats
| Résultat           | Date            | Épreuve                   | Catégorie | Compétition                | Ville hôte                |
| ------------------ | --------------- | ------------------------- | --------- | -------------------------- | ------------------------- |
| Médaille de bronze | 18 octobre 1998 | Kumite individuel - 60 kg | Seniors   | Championnats du monde 1998 | Rio de Janeiro, au Brésil |